# Cantonul Crocq
Cantonul Crocq este un canton din arondismentul Aubusson, departamentul Creuse, regiunea Limousin, Franța.

## Comune
| Comune                     | Populație (1999) | Cod poștal | Cod INSEE |
| -------------------------- | ---------------- | ---------- | --------- |
| Basville                   | 180              | 23260      | 23017     |
| Crocq                      | 501              | 23260      | 23069     |
| Flayat                     | 347              | 23260      | 23081     |
| La Mazière-aux-Bons-Hommes | 61               | 23260      | 23129     |
| Mérinchal                  | 754              | 23420      | 23131     |
| Pontcharraud               | 87               | 23260      | 23156     |
| Saint-Agnant-près-Crocq    | 202              | 23260      | 23178     |
| Saint-Bard                 | 105              | 23260      | 23184     |
| Saint-Georges-Nigremont    | 159              | 23500      | 23198     |
| Saint-Maurice-près-Crocq   | 119              | 23260      | 23218     |
| Saint-Oradoux-près-Crocq   | 118              | 23260      | 23225     |
| Saint-Pardoux-d'Arnet      | 158              | 23260      | 23226     |
| La Villeneuve              | 72               | 23260      | 23265     |
| La Villetelle              | 164              | 23260      | 23266     |